# Список операторів систем розподілу України
| Назва                                          | Територія діяльності                                                   | Власник |
| ---------------------------------------------- | ---------------------------------------------------------------------- | --- |
| АТ «Вінницяобленерго»                          | Вінницька область                                                      | Костянтин Григоришин — 72,4 % |
| АТ «ДТЕК Дніпровські електромережі»            | Дніпропетровська область                                               | Рінат Ахметов — 51,5 % Костянтин Григоришин — 5,0 % Ігор Коломойський — 5,0 % |
| ПрАТ «ПЕЕМ "ЦЕК"»                              | Дніпропетровська область                                               | Леонід Півоваров — 91,2 % |
| АТ «ДТЕК Донецькі електромережі»               | Донецька область                                                       | Рінат Ахметов — 70,5 % |
| АТ «ДТЕК Одеські електромережі»                | Одеська область                                                        | Рінат Ахметов — 68 % |
| АТ «Житомиробленерго»                          | Житомирська область                                                    | Віліс Дамбінс — 19,11 % Валтс Вігантс — 19,11 % Артурс Альтбергс — 19,11 % Олег Сізерман — 19,11 % Марина Ярославська — 19,11 % Сергій Голубицький — 3,57 %                        |
| АТ «Миколаївобленерго»                         | Миколаївська область                                                   | Міністерство енергетики України — 70,00 % |
| АТ «Полтаваобленерго»                          | Полтавська область                                                     | Костянтин Григоришин — 48,8 % Ігор Коломойський — 48,8 % |
| АТ «Прикарпаттяобленерго»                      | Івано-Франківська область                                              | Ігор Суркіс — 88,0 % |
| АТ «Сумиобленерго»                             | Сумська область                                                        | Костянтин Григоришин — 34,0 % Ігор Коломойський — 34,0 % |
| АТ «Укрзалізниця»                              | Україна                                                                | Кабінет Міністрів України — 100 % |
| АТ «Харківобленерго»                           | Харківська область                                                     | Костянтин Григоришин — 29,8 % |
| АТ «Херсонобленерго»                           | Херсонська область                                                     | Віліс Дамбінс — 20,00 % Валтс Вігантс — 20,00 % Артурс Альтбергс — 20,00 % Олег Сізерман — 20,00 % Марина Ярославська — 20,00 %                                                    |
| АТ «Хмельницькобленерго»                       | Хмельницька область                                                    | Міністерство енергетики України — 70,01 % |
| АТ «Чернівціобленерго»                         | Чернівецька область                                                    | Віліс Дамбінс — 19,35 % Валтс Вігантс — 19,35 % Артурс Альтбергс — 19,35 % Олег Сізерман — 19,35 % Марина Ярославська — 19,35 % Сергій Голубицький — 3,22 %                        |
| АТ «Чернігівобленерго»                         | Чернігівська область Київська область                                  | Костянтин Григоришин — 36,5 % Ігор Коломойський — 36,5 % |
| ВАТ «Тернопільобленерго»                       | Тернопільська область                                                  | Костянтин Григоришин — 20,0 % Ігор Коломойський — 20,0 % |
| ДП «Регіональні електричні мережі»             | Волинська область Донецька область Луганська область Львівська область | Кабінет Міністрів України — 100 % |
| ДПЕМ ПрАТ «Атомсервіс»                         | Южноукраїнськ                                                          | Рєлін Євген Емілійович — 43,64 % |
| ПАТ «Запоріжжяобленерго»                       | Запорізька область                                                     | Ігор Суркіс — 16,5 % Костянтин Григоришин — 6,2 % Ігор Коломойський -6,2 % |
| ПАТ «Черкасиобленерго»                         | Черкаська область                                                      | Костянтин Григоришин — 26,6 % |
| ПрАТ «Волиньобленерго»                         | Волинська область                                                      | Юрій Бойко — 75,0 % Костянтин Григоришин — 21,2 % |
| ПрАТ «ДТЕК Київські електромережі»             | Київ                                                                   | Рінат Ахметов — 72,4 % |
| ПрАТ «ДТЕК Київські регіональні електромережі» | Київська область                                                       | Рінат Ахметов — 94 % |
| ПрАТ «ДТЕК ПЕМ-Енерговугілля»                  | Донецька область                                                       | Рінат Ахметов — 100 % |
| ПрАТ «Закарпаттяобленерго»                     | Закарпатська область                                                   | Олександр Бабаков — 50,0 % |
| ПрАТ «Кіровоградобленерго»                     | Кіровоградська область                                                 | Рінат Ахметов — 24,5 % Віліс Дамбінс — 14,58 % Валтс Вігантс — 14,58 % Артурс Альтбергс — 14,58 % Олег Сізерман — 14,58 % Марина Ярославська — 14,58 % Сергій Голубицький — 2,09 % |
| ПрАТ «Львівобленерго»                          | Львівська область                                                      | Ігор Суркіс — 89,1 % |
| ПрАТ «Рівнеобленерго»                          | Рівненська область                                                     | Віліс Дамбінс — 18,65 % Валтс Вігантс — 18,65 % Артурс Альтбергс — 18,65 % Олег Сізерман — 18,65 % Марина Ярославська — 18,65 % Сергій Голубицький — 6,73 %                        |
| ТОВ «ДТЕК Високовольтні мережі»                | Донецька область Дніпропетровська область                              | Рінат Ахметов — 100 % |
| ТОВ «Нафтогаз Тепло»                           | Львівська область                                                      | Кабінет Міністрів України — 100 % |
| Недіючі                                        |                                                                        | |
| ПАТ «ДТЕК Крименерго»                          | Крим                                                                   | Рінат Ахметов — 50,1 % Костянтин Григоришин — 12,4 % |
| ТОВ «Луганське енергетичне об'єднання»         | Луганська область                                                      | Костянтин Григоришин — 100,0 % |
| ПАТ «Севастопольенерго»                        | Севастополь                                                            | Віліс Дамбінс — 18,43 % Валтс Вігантс — 18,43 % Артурс Альтбергс — 18,43 % Олег Сізерман — 18,43 % Марина Ярославська — 18,43 %                                                    |